# Wyocena (Wisconsin)
Wyocena es una villa ubicada en el condado de Columbia en el estado estadounidense de Wisconsin. En el Censo de 2010 tenía una población de 768 habitantes y una densidad poblacional de 192,42 personas por km².

## Geografía
Wyocena se encuentra ubicada en las coordenadas 43°29′31″N 89°18′30″O / 43.49194, -89.30833. Según la Oficina del Censo de los Estados Unidos, Wyocena tiene una superficie total de 3.99 km², de la cual 3.66 km² corresponden a tierra firme y (8.18%) 0.33 km² es agua.

## Demografía
Según el censo de 2010, había 768 personas residiendo en Wyocena. La densidad de población era de 192,42 hab./km². De los 768 habitantes, Wyocena estaba compuesto por el 98.31% blancos, el 0.13% eran afroamericanos, el 0.39% eran amerindios, el 0.26% eran asiáticos, el 0% eran isleños del Pacífico, el 0% eran de otras razas y el 0.91% pertenecían a dos o más razas. Del total de la población el 1.95% eran hispanos o latinos de cualquier raza.